# 鄞县大桥
鄞县大桥是浙江省宁波市的一座跨江桥梁，位于海曙区和鄞州区之间，跨奉化江，全长470米，宽32.5米，于1996年1月10日开工，1996年12月1日完工:338:14，1997年1月10日通车:531。